# الحاوري (همدان)

تعديل مصدري - تعديل

الحاوري هي إحدى قرى عزلة وادعة بمديرية همدان التابعة لمحافظة صنعاء، بلغ تعداد سكانها 3522 نسمة حسب تعداد اليمن لعام 2004.